# Rui Pedro Coimbra Chaves
Rui Pedro Coimbra Chaves, meglio noto come Ruca (Tondela, 11 settembre 1990), è un calciatore portoghese, difensore del São João de Ver.

## Carriera
Ha giocato nella massima serie dei campionati portoghese e cipriota.